# Писма из Норвешке
Писма из Норвешке су путопис српске књижевнице Исидоре Секулић први пут објављен 1914. Књига је писана као плод импресија и размишљања ауторке током и непосредно након њеног путовања у Норвешку 1913. У путопису су изразито звучним језиком пластичне лепоте описани предели, годишња доба, обичаји, етички карактер народа и историјски токови у овој скандинавској земљи. Путопис карактерише поетски тон и меланхоличино расположење које се меша са лирским узлетом поштовања и љубави према Норвежанима и природи њихове земље. Поједини делови се приближавају есејистичкој форми, али и лирском роману.
Писма из Норвешке, објављена у години почетка Првог светског рата, у први мах нису привукла већу пажњу јавности. Временом су препозната као једно од најважнијих прозних дела српске модерне и као један од најлепших путописа српске књижевности. Одломак је укључен у наставни план српског језика и књижевности у оквиру виших разреда основне школе.